# Lendum Sogn
Lendum Sogn er et sogn i Hjørring Nordre Provsti (Aalborg Stift).
I 1800-tallet var Lendum Sogn fra Horns Herred anneks til Torslev Sogn fra Dronninglund Herred, begge i Hjørring Amt. Trods annekteringen var Lendum og Torslev selvstændige sognekommuner. Ved kommunalreformen i 1970 blev Lendum indlemmet i Sindal Kommune, som ved strukturreformen i 2007 indgik i Hjørring Kommune. Og Torslev blev indlemmet i Sæby Kommune, som ved strukturreformen indgik i Frederikshavn Kommune.
I Lendum Sogn ligger Lendum Kirke og herregården Lengsholm .
I sognet findes følgende autoriserede stednavne:
- Aggersborg (bebyggelse)
- Bojen (bebyggelse)
- Bovet (bebyggelse)
- Bredmose (bebyggelse)
- Diget (bebyggelse)
- Kirkebjerg (areal)
- Kobbermarken (bebyggelse)
- Lendum (bebyggelse, ejerlav)
- Løth (bebyggelse)
- Ringsholt (bebyggelse)
- Stenheden (bebyggelse)
- Stenhøj (bebyggelse)
- Stokbro (bebyggelse)
- Tågholt (bebyggelse)
- Ulvmose (areal)